# Friedrich Wilhelm von der Osten (Politiker)

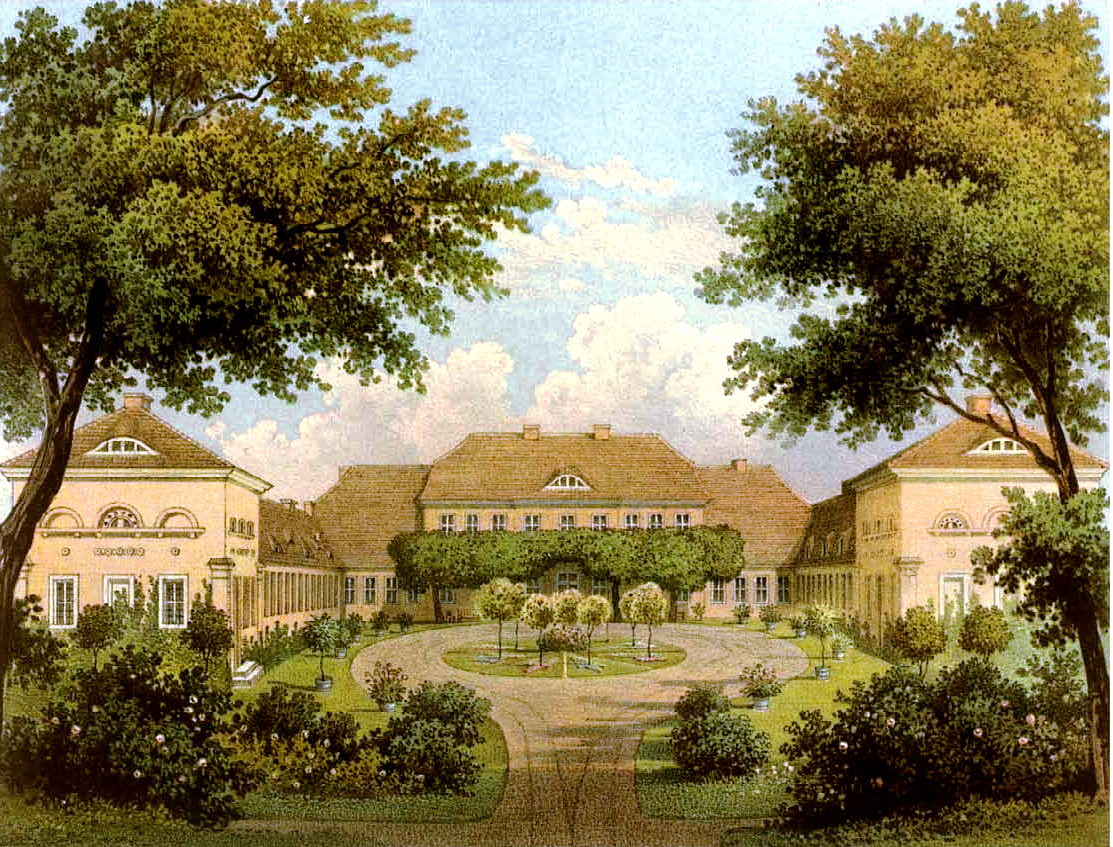
Gutshaus Blumberg um 1865/66, Sammlung Duncker

Friedrich Wilhelm von der Osten, auch: Fritz Wilhelm von der Osten (* 15. Oktober 1842 in Blumberg; † 16. Februar 1928 in Stettin) war ein deutscher Gutsbesitzer und Politiker.

## Familie
Er entstammte dem alten Adelsgeschlecht von der Osten.
Osten heiratete am 27. April 1881 auf Gut Hohenholz Marie von Eickstedt-Peterswaldt (* 9. November 1860 in Guhrau; † 23. Januar 1948 in Bode bei Ebstorf), die Tochter des Karl Graf von Eickstedt-Peterswaldt, Gutsherr auf Rothen-Clempenow und Hohenholz, und dessen Ehefrau Marie, geborene von Rohr.

## Leben
Osten war Gutsherr auf Penkun, Büssow und Blumberg (alle im Kreis Randow), preußischer Rittmeister, ab 1879 preußischer Kammerherr und Rechtsritter des Johanniterordens. Er gehörte für den Wahlkreis Randow dem 14. bis 47. Provinziallandtag der Provinz Pommern (1888 bis 1919) an und war Mitglied des Provinzialausschusses.
Im Jahre 1901 wurde er auf Präsentation des Verbandes des alten und des befestigten Grundbesitzes im Landschaftsbezirk Herzogtum Stettin Mitglied des Preußischen Herrenhauses auf Lebenszeit, und gehörte diesem bis zu dessen Auflösung 1918 an.
Gutserbe wurde der Sohn Dr. jur. Henning von der Osten (1882–1954), Rittmeister a. d. und Rechtsritter des Johanniterordens.